# Pirinioak
Die Comarca Pirinioak ist eine der 14 Comarcas in der autonomen Gemeinschaft Navarra.
Die im Nordosten gelegene Comarca umfasst 30 Gemeinden auf einer Fläche von 1.268,27 km².

## Gemeinden
| Gemeinde                       | Einwohner (2024) | Fläche km² | Dichte Einw./km² | Cod INE | Postleitzahl |
| ------------------------------ | ---------------- | ---------- | ---------------- | ------- | ------------ |
| Abaurregaina/Abaurrea Alta     | 119              | 21,36      | 6                | 31003   | 31692        |
| Abaurrepea/Abaurrea Baja       | 29               | 10,89      | 3                | 31004   | 31692        |
| Aria                           | 47               | 8,32       | 6                | 31033   | 31671        |
| Aribe                          | 32               | 4,04       | 8                | 31034   | 31671        |
| Burguete                       | 230              | 19,19      | 12               | 31058   | 31640        |
| Burgui/Burgi                   | 190              | 64,33      | 3                | 31059   | 31412        |
| Erro                           | 811              | 143,62     | 6                | 31092   | 31696        |
| Esparza de Salazar             | 76               | 26,46      | 3                | 31095   | 31453        |
| Ezcároz/Ezkaroze               | 304              | 28,79      | 11               | 31093   | 31690        |
| Gallués/Galoze                 | 93               | 43,00      | 2                | 31111   | 31451        |
| Garaioa                        | 90               | 21,26      | 4                | 31112   | 31692        |
| Garde                          | 131              | 43,59      | 3                | 31113   | 31414        |
| Garralda                       | 180              | 21,51      | 8                | 31115   | 31693        |
| Güesa/Gorza                    | 35               | 26,59      | 1                | 31119   | 31452        |
| Hiriberri/Villanueva de Aezkoa | 99               | 21,64      | 5                | 31256   | 31671        |
| Isaba/Izaba                    | 385              | 146,89     | 3                | 31128   | 31417        |
| Izalzu/Itzaltzu                | 38               | 7,45       | 5                | 31133   | 31689        |
| Jaurrieta                      | 180              | 30,84      | 6                | 31134   | 31691        |
| Luzaide/Valcarlos              | 309              | 44,90      | 7                | 31248   | 31660        |
| Navascués/Nabaskoze            | 116              | 95,92      | 1                | 31181   | 31450        |
| Ochagavía/Otsagabia            | 488              | 115,30     | 4                | 31185   | 31680        |
| Orbaizeta                      | 187              | 81,72      | 2                | 31195   | 31670        |
| Orbara                         | 29               | 8,99       | 3                | 31196   | 31671        |
| Oronz/Orontze                  | 51               | 11,54      | 4                | 31198   | 31451        |
| Roncal/Erronkari               | 214              | 38,98      | 5                | 31210   | 31415        |
| Roncesvalles                   | 21               | 15,28      | 1                | 31211   | 31650        |
| Sarriés/Sartze                 | 59               | 22,95      | 3                | 31222   | 31451        |
| Urzainqui/Urzainki             | 78               | 20,92      | 4                | 31245   | 31416        |
| Uztárroz/Uztarroze             | 140              | 58,34      | 2                | 31247   | 31418        |
| Vidángoz/Bidankoze             | 76               | 39,70      | 2                | 31252   | 31413        |
| Comarca Pirinioak              | 4.837            | 1.268,27   | 4                | –       | –            |

Auf dem Gebiet der Comarca befinden sich noch die folgenden fünf gemeindefreien Gebiete (Comunidades) auf einer Gesamtfläche von 23,96 km²:
| Comunidad   | Fläche    |
| ----------- | --------- |
| Facería 2:  | 0,43 km²  |
| Facería 9:  | 14,40 km² |
| Facería 10: | 0,61 km²  |
| Facería 16: | 0,12 km²  |
| Facería 18: | 8,40 km²  |